# 1/48比例模型

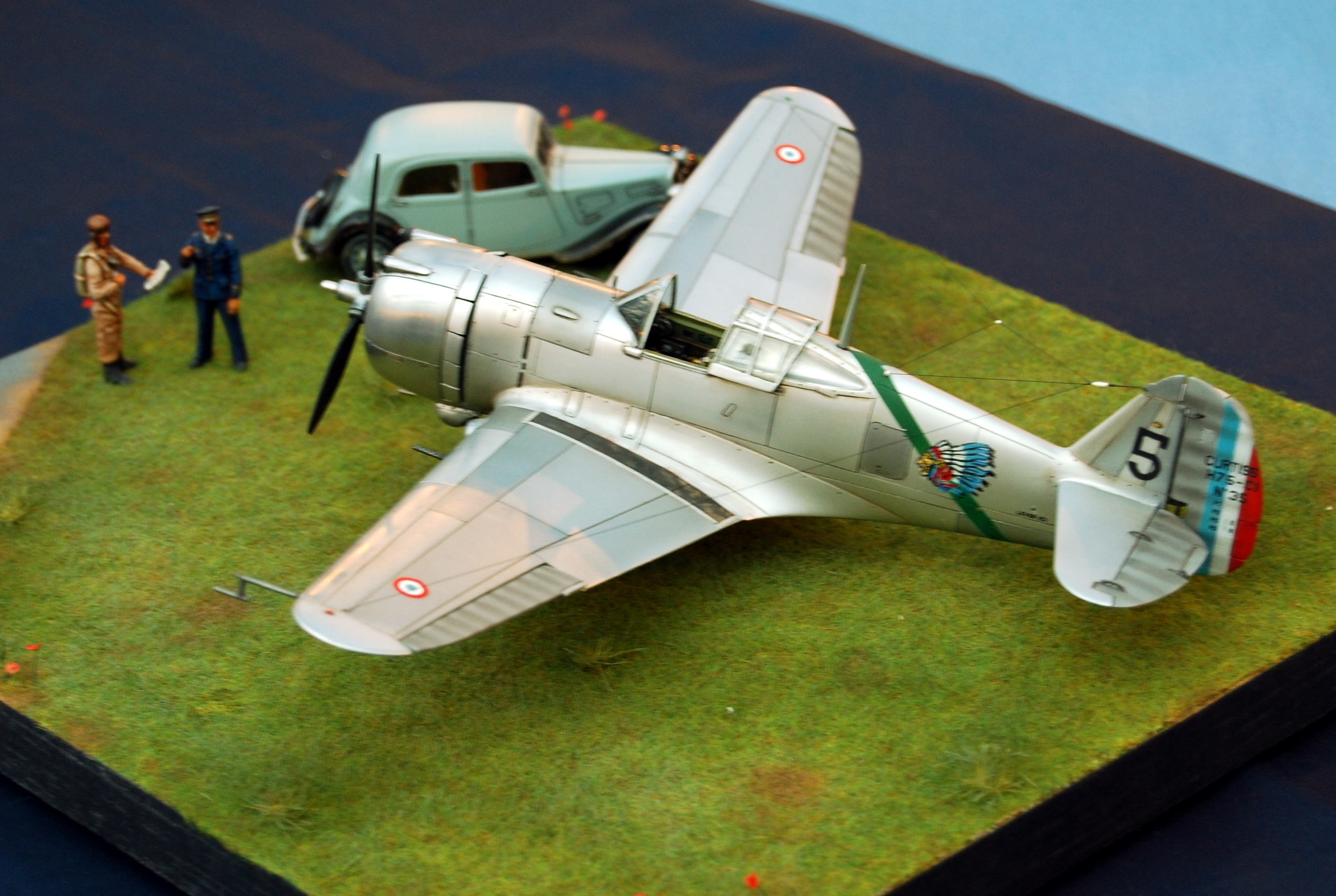
1/48比例的情景模型，其中有1/48比例的飛機、汽車和人物

1/48比例模型即是把實物縮小48倍的比例模型，這個現在是飛機模型其中一種最常見的比例，但其原本是用於鐵道模型，這叫「O比例」，其定義是「1/4英吋表示1英呎」。
一個6英呎（約183厘米）高的成年男子若成為1/48比例模型的話，它會身高1.5英吋（約3.81厘米）。

## 出處

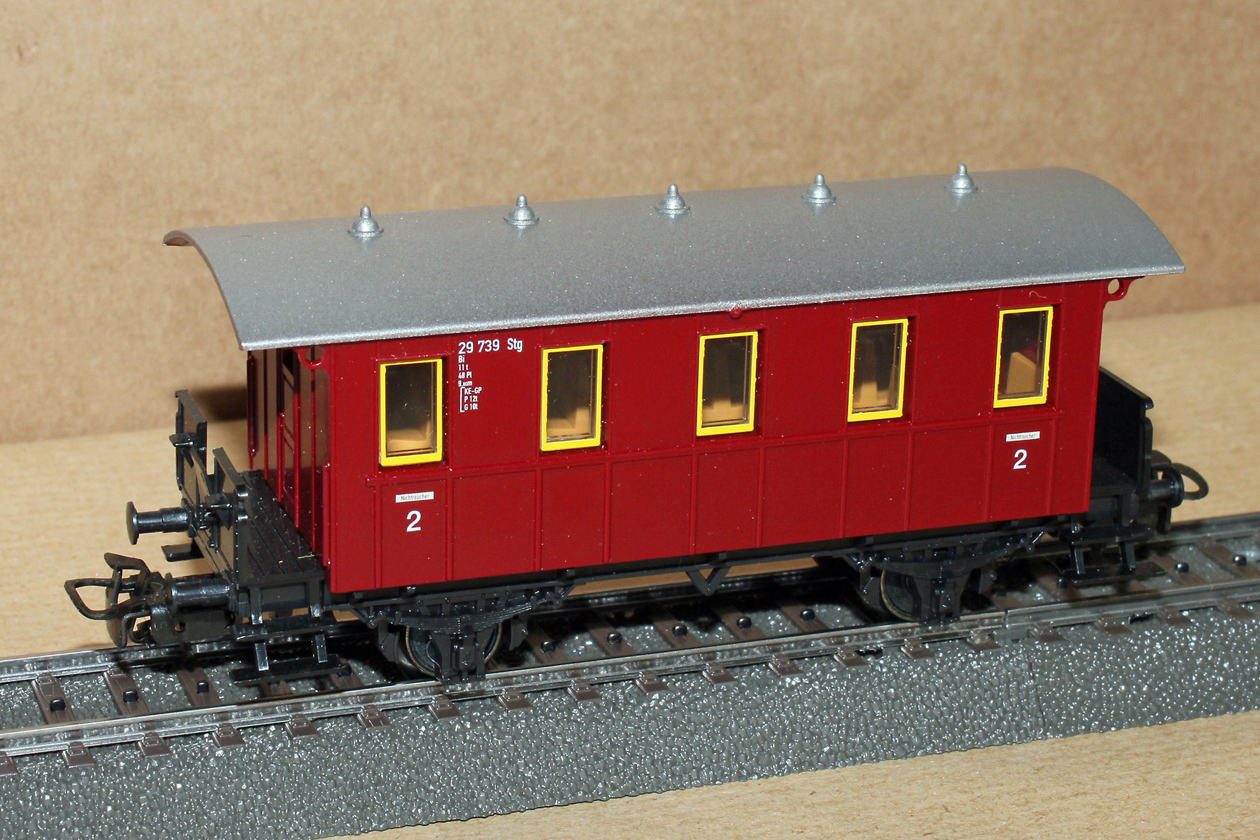
德國馬克林公司出品的「O比例」鐵道模型

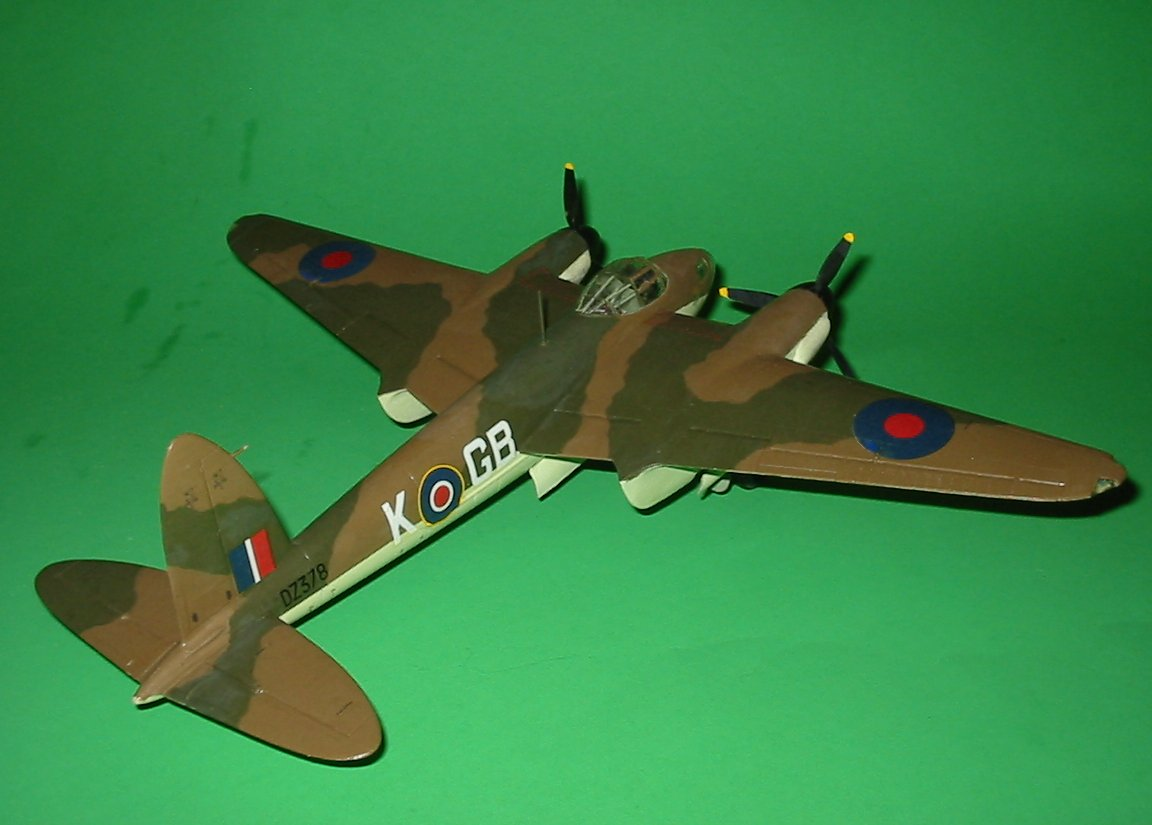
美國Monogram出品的1/48比例英國蚊式機模型

20世紀初期至1930年代，德國馬克林公司出品了一系列的鐵道模型，這些鐵道模型都是「O比例」，其定義是「1/4英吋表示1英呎」，這是一個約數，1/43、1/48和1/50等比例都乎合這個定義，後來這間公司的鐵道模型也在美國流行起來，連帶這個「O比例」也是，但美國人卻選擇了1/48比例，原因是美國也採用英制單位，對長度而言是12進制，1英呎等同12英吋，也就是把1英呎長的實物造成是1英吋的話是很方便的，這就是1/12比例，其他的比例也採用12的倍數而其中包括1/48比例，而隨著後來飛機模型的興起，由美國出品的飛機模型也採用1/48比例。

## 其他

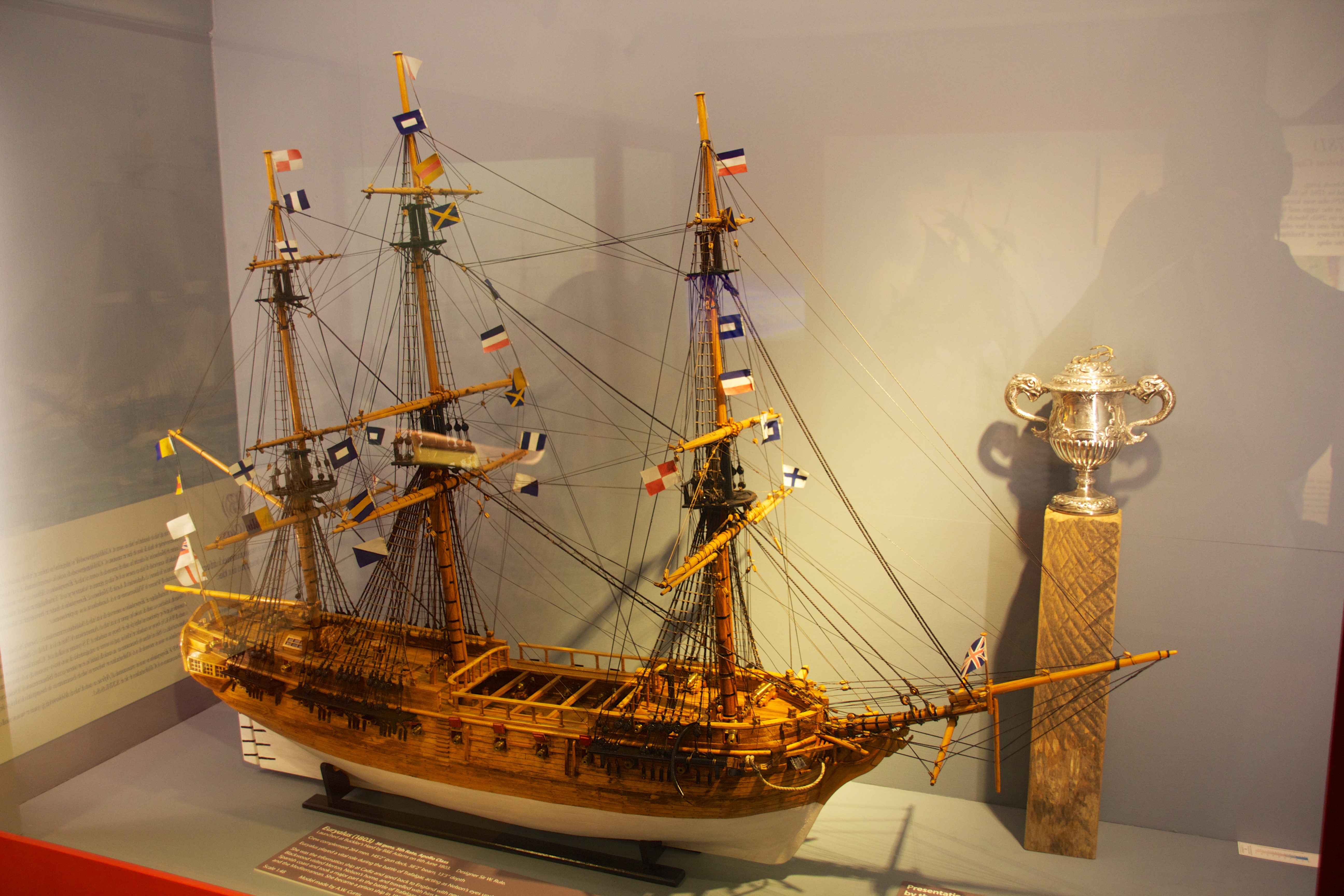
1/48比例帆船模型

1970年代，日本万代模型推出1/48比例的電影卡車野郎卡車模型，還有1/48比例的陸軍模型來和田宮模型的1/35比例模型競爭，但後來由田宮勝出而令1/35成為國際上最熱門的陸軍模型比例，但由2003年開始，田宮也推出1/48比例的陸軍模型，這是為了配合飛機模型來製作情景模型。
船艦模型方面，1/48也是熱門的帆船模型比例，現在則是遙控潛艇模型的熱門比例。

## 相關條目

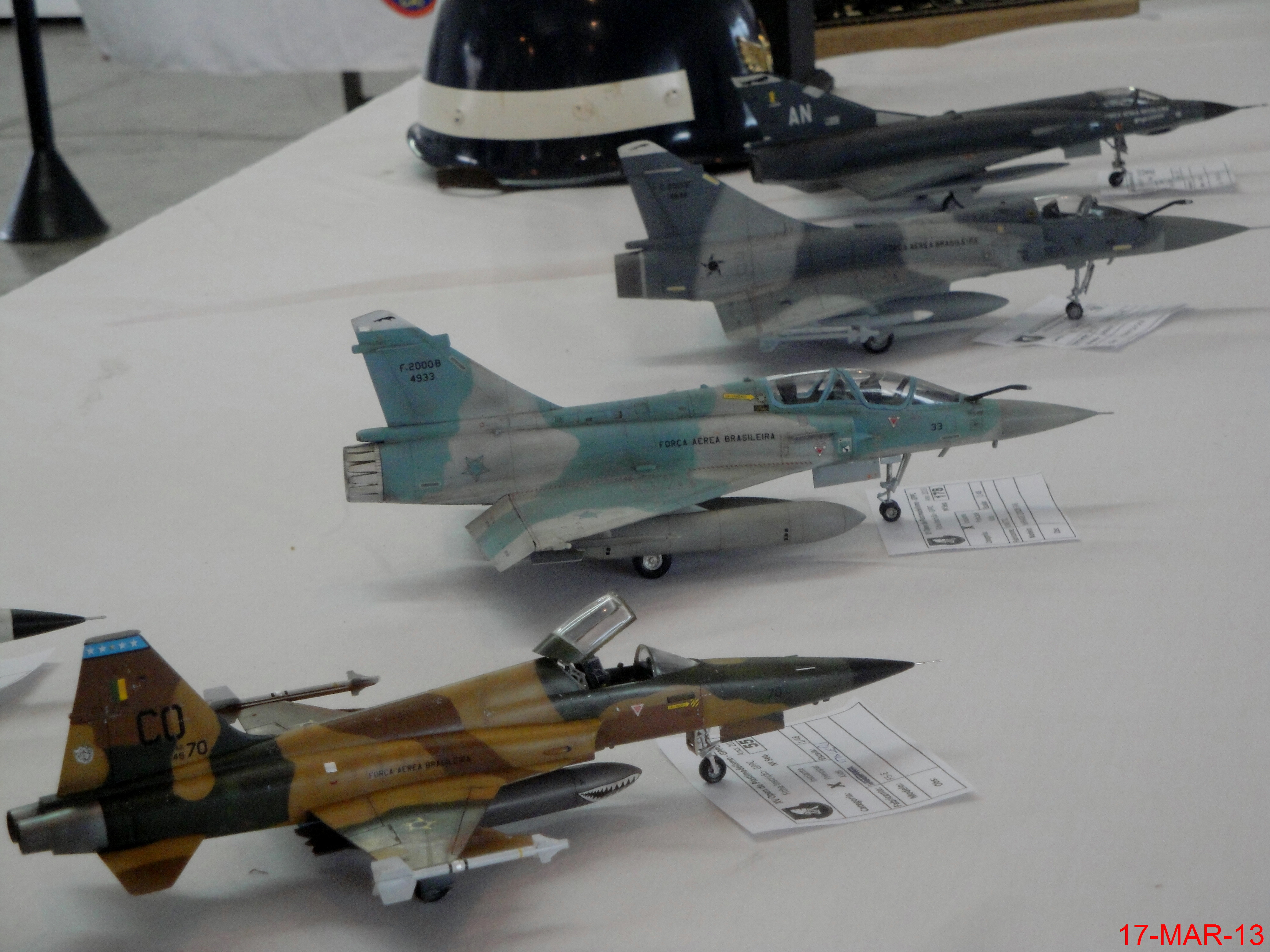
由模型愛好者造的1/48比例飛機模型

## 外部連結
- 比例模型網（页面存档备份，存于）